# 1848 год в литературе

## Книги
- «Авантюристка» — комедия французского драматурга Эмиля Ожье.
- «Белые ночи» — повесть Фёдора Достоевского.
- «Бобыль» — повесть Дмитрия Григоровича.
- «Виконт де Бражелон, или Десять лет спустя» — роман Александра Дюма-отца.
- «Воробей» — повесть Михаила Достоевского.
- «Дама с камелиями» — роман Александра Дюма-сына.
- «Джузеппе Бальзамо, или Записки врача» (Joseph Balsamo) — роман Александра Дюма-отца.
- «Капельмейстер Сусликов» — произведение Дмитрия Григоровича.
- «Манифест Коммунистической партии» — работа Карла Маркса и Фридриха Энгельса, в которой авторы декларируют и обосновывают цели, задачи и методы борьбы зарождавшихся коммунистических организаций и партий
- «Мэри Бартон» — роман Элизабет Гаскелл.
- «Нахлебник» — пьеса Ивана Тургенева.
- «Незнакомка из Уайлдфелл-Холла» — роман Энн Бронте.
- «Неточка Незванова» — повесть Фёдора Достоевского.
- «Петушков» — произведение Ивана Тургенева.
- «Ползунков» — повесть Фёдора Достоевского.
- «Русские в начале XVIII столетия» — произведение Михаила Загоскина.
- «Слабое сердце» — повесть Фёдора Достоевского.
- «Сорока-воровка» — повесть Александра Герцена.
- «Ярмарка тщеславия» — роман Уильяма Теккерея.

### Литературоведение
- «Взгляд на русскую литературу 1847 года» — обзор В. Г. Белинского.

## Родились
- 1 января — Георг фон Дигеррн, немецкий поэт-лирик и новеллист (умер в 1878).
- 6 января — Христо Ботев, болгарский поэт, революционер-демократ (умер в 1876).
- 28 января — Гасаналиага-хан Карадагский, азербайджанский педагог, поэт, историк (умер в 1929).
- 5 февраля — Шарль Мари Жорж Гюисманс, французский писатель (умер в 1907).
- 5 июня — Людвиг Мориц Филипп Гейгер, немецкий писатель, журналист, редактор, литературный критик, историк литературы, биограф, искусствовед и переводчик (умер в 1919)[1].
- 6 июня — Антонио Дуарте Гомес Леаль (ум. 1921), португальский поэт.
- 12 августа — Марцелл Эмантс, голландский писатель, драматург, поэт (умер в 1923).
- 9 декабря — Джоэль Чандлер Харрис, американский писатель (умер в 1908).
- Владислав Шансер, польский поэт, писатель, переводчик (умер в 1914).

## Умерли
- 13 февраля — Софья Маргарита Кнорринг (Sophie von Knorring), шведская писательница (родилась в 1797).
- 10 марта — Симонас Станявичюс (Szymon Tadeusz Staniewicz), литовский поэт, фольклорист и историк (родился в 1799).
- 14 марта — Жиркевич, Иван Степанович, русский писатель-мемуарист (род. в 1879).
- 24 мая — Аннетте Дросте-Хюльсхофф (Annette von Droste-Hülshoff), немецкая поэтесса и новеллистка (родилась в 1797).
- 7 июня — Виссарион Григорьевич Белинский, русский литературный критик (родился в 1811).
- 12 июня — Кристофер Аскелёф, шведский издатель и публицист XIX века (родился в 1787).
- 4 июля — Франсуа Рене де Шатобриан (François-René, vicomte de Chateaubriand), французский писатель-романтик (родился в 1768).
- 2 сентября — Пьетро Джордани, итальянский учёный, искусствовед и писатель (род. в 1774 году)
- 3 ноября — Жан Вату, французский прозаик, поэт, член Французской академии (родился в 1791).
- 19 декабря — Эмили Джейн Бронте (Emily Jane Brontë), английская писательница (родилась в 1818).